# 서동수 (배우)
서동수(1968년 8월 29일 ~ )는 대한민국의 배우이다.

## 주요 이력
1987년 연극배우 첫 데뷔 후 1993년 영화배우 데뷔하였으며 1996년 KBS 한국방송공사 슈퍼 탤런트 정식 데뷔하였다.

## 출연작

### 텔레비전 드라마
- 1996년 KBS 《용의 눈물》 ... 해수 역
- 1997년 KBS2 《파랑새는 있다》 ... 40화(19분 25초 형사)
- 2000년 KBS2 《RNA》 ... 준팔 역
- 2002년 SBS 《야인시대》 ... 털보 역
- 2002년 KBS2 《장희빈》 ... 옥사장 역
- 2004년 KBS2 《낭랑 18세》 ... 사과박스 준 남자를 숨겨준 남자 역
- 2004년 SBS 《장길산》
- 2008년 KBS2 《아내와 여자》 ... 황만중 역
- 2009년 KBS2 《천추태후》 ... 여단 역
- 2009년 MBC 《보석비빔밥》 ... 김손광 역
- 2010년~2011년 SBS 《괜찮아, 아빠딸》 ... 강 박사 역
- 2011년 SBS 《신기생뎐》 ... 마단세 역
- 2013년 KBS 《대왕의 꿈》 ... 당 고종 역
- 2015년 KBS 《징비록》 ... 귤강광 역
- 2015년 UMAX & O'live 《나에게 건배》 ... 중식당 사장 역

### 영화
- 1993년 《101번째 프로포즈》
- 1993년 《첫사랑》 ... 연극반 서울예전 역
- 1995년 《누가 나를 미치게 하는가》 ... 종두친구 역
- 1995년 《남자는 괴로워》
- 1997년 《일팔일팔》 ... 정육점 역
- 1997년 《스카이 닥터》 ... 범수 역
- 1999년 《신장개업》 ... 약국 역
- 1999년 《산전수전》 ... 운전 강사 역
- 2000년 《물고기자리》 ... 블루노트 주인 역
- 2002년 《굳세어라 금순아》 ... 원조교제 남 역
- 2004년 《나두야 간다》 ... 대석 역
- 2005년 《형사 Duelist》 ... 봉출 패 역 (우정출연)
- 2006년 《사랑따윈 필요없어》 ... 양아치 1 역
- 2006년 《타짜》 ... 용팔 역
- 2007년 《M》 ... 편집장 역
- 2007년 《세븐 데이즈》 ... 조 박사 역
- 2009년 《그림자 살인》 ... 살찐남 역
- 2009년 《거북이 달린다》 ... 뚱뚱남 역
- 2009년 《박쥐》 ... 효성 역
- 2009년 《백야행 - 하얀 어둠 속을 걷다》 ... 감식반장 역
- 2012년 《화이팅 패밀리》 ... 해마 가족 역
- 2012년 《늑대소년》 ... 대령 역
- 2012년 《남영동1985》 ... 백 계장 역
- 2013년 《전국노래자랑》 ... 신 PD 역
- 2013년 《동창생》 ... 권투장 역
- 2013년 《응징자》 ... 국사선생님 역
- 2015년 《치외법권》 ... 홍일 역
- 2016년 《방 안의 코끼리》 ... 서 박사 역
- 2020년 《소리도 없이》 ... 영묵 역

## 수상
- 2012년 제20회 대한민국문화연예대상 영화부문 조연상 《늑대소년》